# Myrica gale
Myrica gale L., 1753 è una specie di pianta a fiore appartenente alla famiglia Myricaceae, originaria dell'Europa settentrionale e occidentale e di parti del Nord America settentrionale. I nomi comuni includono mirto di palude, salice dolce, mirto olandese e mirto dolce. È un arbusto deciduo che cresce fino a 1-2 metri di altezza.
Le foglie sono disposte a spirale, semplici, lunghe 2–5 cm, oblanceolate con una base affusolata e una punta più ampia, e un margine increspato o finemente dentato. I fiori sono amenti sia maschi e femmine su piante separate (dioiche). Il frutto è una piccola drupa.
Cresce tipicamente in torbiere acide e, per far fronte a queste difficili condizioni di crescita povera di azoto, le radici hanno attinobatteri che fissano l'azoto che consentono alle piante di crescere.

## Usi
I suoi frutti possono essere usati sia per creare cera che come ingrediente del gruit (insieme ad altre erbe e spezie, tra cui achillea millefoglie e rosmarino) da utilizzare per la preparazione della birra.